# Giovanni Del Ministro
Giovanni Del Ministro (fl. XX secolo) è stato un calciatore italiano di ruolo punta centrale.

## Carriera
Nato in Italia, emigrò successivamente in Brasile, dove iniziò la propria attività calcistica nel Ruggerone Foot Ball Club .
Del Ministro fu uno dei principali giocatori degli albori del  Palmeiras, all'epoca chiamato Palestra Itália, giocando nel club per tre stagioni tra il 1917 e il 1923, nel 1925 e nel 1928.. Del Ministro fu anche importante per il primo trofeo nella storia del club, il campionato Paulista del 1920. Del Ministro disputò 149 partite e segnò 106 gol, rendendolo il 12° miglior marcatore nella storia del Palmeiras. Il giocatore  Ministrinho, uno dei grandi atleti della Palestra alla fine degli anni '20, prese questo soprannome come tributo a Giovanni Del Ministro.

## Palmarès
- Campionato paulista: 1

Palestra Italia: 1920